# Луговик червонощокий
Луговик червонощокий (Paludipasser locustella) — вид горобцеподібних птахів родини астрильдових (Estrildidae). Поширений в Африці.

## Поширення
Цей вид поширений на південь від південно-східної частини Камеруну, Республіки Конго, ДР Конго через Замбію (де широко поширений), Анголу, Танзанію, Малаві і Мозамбік до Зімбабве і Ботсвани. Нещодавні спостереження, які потребують підтвердження, виявили принаймні дві пари, що гніздяться на плато Джос на півночі Нігерії. Переважним середовищем існування є вологі ділянки з рідкою рослинністю на луках поблизу води в піщаних відвалах.

## Опис
Це маленькі пташки з кремезним і пухким тілом з короткими округлими крилами, міцними ногами і коротким квадратним хвостом. Довжина разом з хвостом становить близько десяти сантиметрів. Забарвлення сіро-коричневе по всьому тілу, з наявністю темних смуг, які йдуть від маківки до хвоста, і світлої ділянки на горлі, підхвісті та на боках. Боки вертикально забарвленні чорними смугами. Махові пера і хвіст чорного кольору. У цих птахів спостерігається досить виражений статевий диморфізм, при цьому самець має темно-червоне забарвлення обличчя, горла та криючих крил, що відсутнє у самиць. Дзьоб у самця червоний, у самиці чорнуватий, ноги тілесно-жовтого кольору, очі коричневі з сіруватим кільцем навколо очей.

## Спосіб життя
Це денні птахи, що живуть парами і мають суто наземні звички: вони, фактично, проводять більшу частину свого життя на землі або біля неї, шукаючи поживу, готові сховатися в густій рослинності за найменшого сигналу. Живиться насінням трав, інколи доповнює свій раціон комахами, фруктами, ягодами та паростками.
Сезон розмноження припадає на завершальну фазу сезону дощів: обидва партнери співпрацюють у будівництві гнізда, яке має сферичну форму, побудоване з досить грубо переплетених травинок і рослинних волокон і розташоване серед високої трави, на невеликій відстані від землі або безпосередньо на ній. Самиця відкладає 3-5 білуватих яєць, які вона висиджує по черзі з самцем протягом приблизно двох тижнів, наприкінці яких вилуплюються сліпі та безпір'яні пташенята. За ними доглядають обоє батьків, і зазвичай остаточно відходять від гнізда на приблизно через місяць після вилуплення.